# Binswangen
Binswangen är en kommun och ort i Landkreis Dillingen an der Donau i Regierungsbezirk Schwaben i förbundslandet Bayern i Tyskland.
Kommunen ingår i kommunalförbundet Wertingen tillsammans med staden Wertingen och kommunerna Laugna, Villenbach och Zusamaltheim.